# Terrorismo na Sérvia
Este artigo inclui informações sobre ações descritas como atos terroristas na República Federal da Iugoslávia (1992-2003), Sérvia e Montenegro (2003-2006) e República da Sérvia (2006 em diante). No período após 1991, houve um crescente terrorismo relacionado ao separatismo do Kosovo. Com a formação da República Federal da Iugoslávia em 1992, o Kosovo manteve seu status de província autônoma da República da Sérvia. Começando na década de 1990, serviços secretos americanos, britânicos e alemães posteriormente começaram a armar e treinar agentes do ELK a partir de 1996. O ELK lançou 31 ataques em 1996, 55 em 1997 e 66 em janeiro e fevereiro de 1998.

## Iugoslávia Federal

### Terrorismo separatista albanês

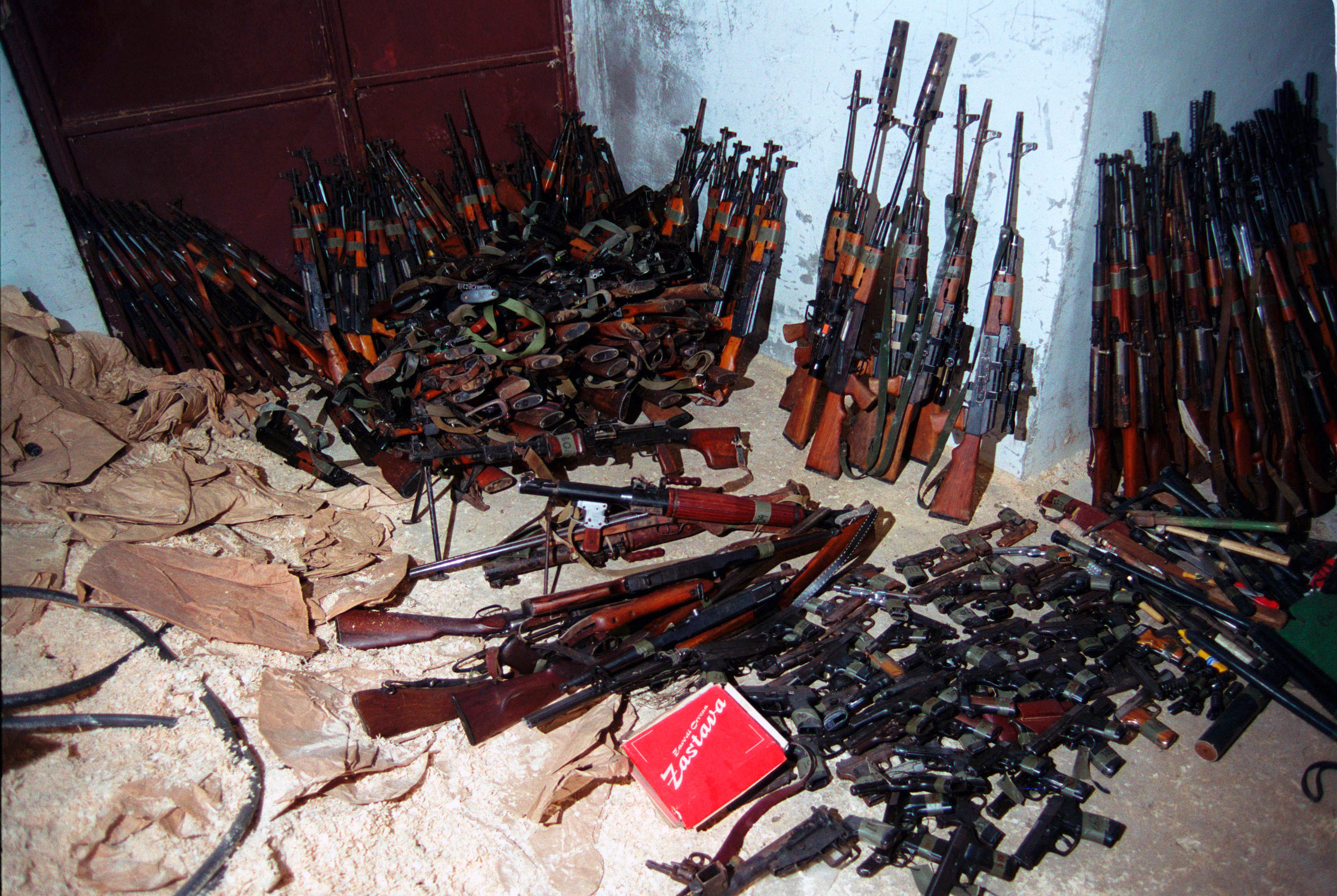
Armas confiscadas do ELK, julho de 1999

Com a anarquia resultante da guerra civil albanesa de 1997, o ELK cresceu em número de membros e número de armas à sua disposição. Desde 1998, os ataques contra as forças de segurança sérvias aumentaram significativamente e o ELK também tentou “limpar” o Kosovo de sua população étnica sérvia.